# 청량중학교 (경북)
청량중학교(淸凉中學校)는 대한민국 경상북도 봉화군 명호면 도천리에 있는 공립 중학교이다.

## 학교 연혁
- 2014년 1월 28일 : 명호중, 법전중, 상운중, 재산중 통폐합하여 가칭 ‘청량중학교’ 설립 인가 (6학급, 120명)
- 2016년 2월 1일 : 신축공사 착공
- 2016년 7월 11일 : 교명 선정 ‘청량중학교’
- 2016년 12월 29일 : 경상북도립학교 설치 조례 개정
- 2017년 3월 1일 : 청량중학교 개교 1학년(30명), 2학년(25명), 3학년(19명)
- 2017년 3월 1일 : 초대 김신중 교장 취임
- 2018년 2월 9일 : 제1회 졸업식(남 12명, 여 6명 합계 18명, 누계 18명)
- 2021년 3월 2일 : 제2대 안종모 교장 취임
- 2024년 1월 5일 : 제7회 졸업식(남 13명, 여 9명 합계 22명, 누계 153명)
- 2024년 3월 4일 : 제8회 입학식(남 13명, 여 11명 합계 24명)

## 참고 자료
- 청량중학교 - 한국교육학술정보원 학교알리미